# Suctobelba consimilis
Suctobelba consimilis är en kvalsterart som beskrevs av Sandór Mahunka och Luise Mahunka-Papp 200. Suctobelba consimilis ingår i släktet Suctobelba och familjen Suctobelbidae. Inga underarter finns listade i Catalogue of Life.